# Salem Al-Dawsari
Salem Muhamed Al-Dawsari, anche nelle grafie Salem Al-Dossari e Salem Al-Dosari (in arabo سالم الدوسري‎?; Riad, 19 agosto 1991), è un calciatore saudita, attaccante dell'Al-Hilal, di cui è capitano, e della nazionale saudita.

## Caratteristiche tecniche
Ala sinistra, è ritenuto uno degli attaccanti più forti del continente asiatico. Al-Dossari è molto forte dal punto di vista fisico, oltre a possedere una notevole velocità di corsa. Il suo stile di gioco offensivo è versatile, in quanto all'occorrenza usa forza e velocità per riuscire a spaziare tra gli avversari, mentre altre volte dà sfoggio di un gioco più raffinato. Abile nei calci di rigore, è inoltre capace di calciare la palla con sicurezza, essendo dotato di un'ottima potenza di tiro. Grazie alla sua rapidità, al tocco di palla e alla sua resistenza fisica è capace di battere nell'uno-contro-uno il suo avversario diretto.

## Carriera

### Club
Cresciuto calcisticamente nell'Al-Hilal, società tra le più annoverate a livello nazionale, ha debuttato in prima squadra il 24 novembre 2011 segnando il gol del 3-0 battendo l'Al-Nassr. Vince per la prima volta il campionato arabo nell'edizione 2016-2017 andando in rete in due occasioni: la prima nel 2-0 sull'Al-Batin e la seconda nel 3-0 ai danni del Al-Ra'ed Saudi Club. Vince anche l'edizione successiva 2017-2018, dove segna la sua prima doppietta in carriera, nella vittoria 2-0 sull'Al-Ahli Sports Club.
Si aggiudica l'edizione 2019 della AFC Champions League, segnando un gol nella finale vinta contro l'Urawa Red Diamonds per 2-0. In seguito vince anche l'edizione 2021, segnando la rete del 2-0 sull'Esteghlal, aprendo le marcature nel 3-0 sul Persepolis e segnando contro l'Al-Nassr. Vince poi nel 2021 con l'Al-Hilal la supercoppa ai rigori per 4-3 contro l'Al-Faisaly, mettendo a segno il terzo gol dal dischetto dopo il 2-2 dei tempi regolamentari.

### Nazionale
Il 29 febbraio 2012 debutta nella nazionale araba segnando un gol nella sconfitta per 4-2 contro l'Australia. In un'amichevole contro la Grecia riesce a fare una rete e la squadra vince per 2-0. Viene convocato alla Coppa del Mondo, Russia 2018, manifestazione in cui l'Arabia Saudita viene eliminata nella fase a gironi dopo aver subito due sconfitte. Ad Al-Dossari si deve l'unica vittoria, avendo segnato il gol del definitivo 2-1 sull'Egitto. Gioca pure nella Coppa d'Asia 2019, segnando un gol nella vittoria 4-0 sulla Corea del Nord. Convocato anche alle Olimpiadi di Tokyo gioca con la nazionale olimpica come fuori quota, segnando un gol nella sconfitta per 2-1 contro la nazionale della Costa d'Avorio.
Contribuisce attivamente alla qualificazione degli arabi per il Mondiale 2022, segnando quattro gol nelle altrettante prime partite, tra cui la rete del definitivo 5-0 contro la Palestina, apre le marcature nelle vittorie per 3-0 su Singapore e Yemen e trasforma un calcio di rigore ai danni del Vietnam, mentre nell'ultimo incontro del girone è autore della rete che permette ai Figli del deserto di battere di misura l'Australia. Inserito nella lista dei convocati per disputare la fase finale della Coppa del Mondo, nella partita inaugurale del Gruppo C in cui la squadra affronta l'Argentina sigla la rete del definitivo 2-1 con un destro dal limite dell'area sotto l'incrocio dei pali, facendo dell'Arabia Saudita l'unica squadra che abbia battuto l'Argentina nella Coppa del Mondo 2022; nonostante la vittoria l'Arabia Saudita non supera il girone, venendo eliminata dal mondiale dopo le sconfitte per 2-0 contro la Polonia e per 2-1 contro il Messico, partita in cui Al-Dossari segna il suo secondo gol nella competizione.

## Statistiche

### Presenze e reti nei club
Statistiche aggiornate al 2 maggio 2025.
| Stagione        | Squadra         | Campionato      | Campionato | Campionato | Coppe nazionali | Coppe nazionali | Coppe nazionali | Coppe continentali | Coppe continentali | Coppe continentali | Altre coppe | Altre coppe | Altre coppe | Totale | Totale |
| Stagione        | Squadra         | Comp            | Pres       | Reti       | Comp            | Pres            | Reti            | Comp               | Pres               | Reti               | Comp        | Pres        | Reti        | Pres   | Reti   |
| --------------- | --------------- | --------------- | ---------- | ---------- | --------------- | --------------- | --------------- | ------------------ | ------------------ | ------------------ | ----------- | ----------- | ----------- | ------ | ------ |
| 2011-2012       | Al-Hilal        | SPL             | 13         | 2          | KCC+SCC         | 3+4             | 1+0             | ACL                | 9                  | 1                  | -           | -           | -           | 29     | 4      |
| 2012-2013       | Al-Hilal        | SPL             | 18         | 3          | KCC+SCC         | 1+2             | 0+0             | ACL                | 6                  | 2                  | -           | -           | -           | 27     | 5      |
| 2013-2014       | Al-Hilal        | SPL             | 21         | 4          | KCC+SCC         | 3+4             | 0+2             | ACL                | 13                 | 2                  | -           | -           | -           | 41     | 8      |
| 2014-2015       | Al-Hilal        | SPL             | 18         | 3          | KCC+SCC         | 2+3             | 1+0             | ACL                | 9                  | 0                  | -           | -           | -           | 32     | 4      |
| 2015-2016       | Al-Hilal        | SPL             | 14         | 3          | KCC+SCC         | 2+2             | 0+0             | ACL                | 7                  | 1                  | -           | -           | -           | 25     | 4      |
| 2016-2017       | Al-Hilal        | SPL             | 17         | 2          | KCC+SCC         | 4+2             | 2+0             | ACL                | 11                 | 1                  | SS          | 1           | 0           | 35     | 5      |
| 2017-gen. 2018  | Al-Hilal        | SPL             | 13         | 4          | KCC             | 2               | 0               | -                  | -                  | -                  | -           | -           | -           | 15     | 4      |
| gen.-giu. 2018  | Villarreal      | PD              | 1          | 0          | CR              | 0               | 0               | UEL                | 0                  | 0                  | -           | -           | -           | 1      | 0      |
| 2018-2019       | Al-Hilal        | SPL             | 23         | 5          | KCC             | 1               | 0               | ACL                | 10                 | 3                  | SS          | 1           | 0           | 35     | 8      |
| 2019-2020       | Al-Hilal        | SPL             | 20         | 4          | KCC             | 3               | 1               | ACL                | 4                  | 0                  | CmC         | 3           | 1           | 30     | 6      |
| 2020-2021       | Al-Hilal        | SPL             | 24         | 8          | KCC             | 1               | 0               | ACL                | 9                  | 3                  | SS          | 1           | 0           | 35     | 11     |
| 2021-2022       | Al-Hilal        | SPL             | 22         | 9          | KCC             | 2               | 2               | ACL                | 4                  | 2                  | SS+CmC      | 1+3         | 1+1         | 32     | 15     |
| 2022-2023       | Al-Hilal        | SPL             | 14         | 4          | KCC             | 2               | 0               | ACL                | 4                  | 2                  | SS+CmC      | 1+3         | 0+2         | 24     | 8      |
| 2023-2024       | Al-Hilal        | SPL             | 27         | 14         | KCC             | 2               | 0               | ACL                | 10                 | 6                  | SS+CdC      | 2+6         | 2+2         | 47     | 24     |
| 2024-2025       | Al-Hilal        | SPL             | 27         | 10         | KCC             | 2               | 1               | ACL                | 12                 | 10                 | SS+CmC      | 2+1         | 0+1         | 44     | 22     |
| Totale Al Hilal | Totale Al Hilal | Totale Al Hilal | 271        | 75         |                 | 47              | 10              |                    | 108                | 33                 |             | 25          | 10          | 451    | 128    |
| Totale carriera | Totale carriera | Totale carriera | 272        | 75         |                 | 47              | 10              |                    | 108                | 33                 |             | 25          | 10          | 452    | 128    |

### Cronologia presenze e reti in nazionale
| Cronologia completa delle presenze e delle reti in nazionale ― Arabia Saudita | Cronologia completa delle presenze e delle reti in nazionale ― Arabia Saudita | Cronologia completa delle presenze e delle reti in nazionale ― Arabia Saudita | Cronologia completa delle presenze e delle reti in nazionale ― Arabia Saudita | Cronologia completa delle presenze e delle reti in nazionale ― Arabia Saudita | Cronologia completa delle presenze e delle reti in nazionale ― Arabia Saudita | Cronologia completa delle presenze e delle reti in nazionale ― Arabia Saudita | Cronologia completa delle presenze e delle reti in nazionale ― Arabia Saudita |
| Data                                                                          | Città                                                                         | In casa                                                                       | Risultato                                                                     | Ospiti                                                                        | Competizione                                                                  | Reti                                                                          | Note                                                                          |
| ----------------------------------------------------------------------------- | ----------------------------------------------------------------------------- | ----------------------------------------------------------------------------- | ----------------------------------------------------------------------------- | ----------------------------------------------------------------------------- | ----------------------------------------------------------------------------- | ----------------------------------------------------------------------------- | ----------------------------------------------------------------------------- |
| 29-2-2012                                                                     | Melbourne                                                                     | Australia                                                                     | 4 – 2                                                                         | Arabia Saudita                                                                | Qual. Mondiali 2014                                                           | 1                                                                             |                                                                               |
| 14-11-2012                                                                    | Riyad                                                                         | Arabia Saudita                                                                | 0 – 0                                                                         | Argentina                                                                     | Amichevole                                                                    | -                                                                             |                                                                               |
| 15-12-2012                                                                    | Al Kuwait                                                                     | Bahrein                                                                       | 1 – 0                                                                         | Arabia Saudita                                                                | WAFF Championship 2012 - 1º turno                                             | -                                                                             | 46’                                                                           |
| 6-1-2013                                                                      | Madinat 'Isa                                                                  | Arabia Saudita                                                                | 0 – 2                                                                         | Iraq                                                                          | Coppa delle nazioni del Golfo 2013 - 1º turno                                 | -                                                                             | 45’                                                                           |
| 9-1-2013                                                                      | Madinat 'Isa                                                                  | Yemen                                                                         | 0 – 2                                                                         | Arabia Saudita                                                                | Coppa delle nazioni del Golfo 2013 - 1º turno                                 | -                                                                             | 62’                                                                           |
| 12-1-2013                                                                     | Riffa                                                                         | Kuwait                                                                        | 1 – 0                                                                         | Arabia Saudita                                                                | Coppa delle nazioni del Golfo 2013 - 1º turno                                 | -                                                                             | 57’                                                                           |
| 23-3-2013                                                                     | Giacarta                                                                      | Indonesia                                                                     | 1 – 2                                                                         | Arabia Saudita                                                                | Qual. Coppa d'Asia 2015                                                       | -                                                                             | 70’                                                                           |
| 15-10-2013                                                                    | Amman                                                                         | Iraq                                                                          | 0 – 2                                                                         | Arabia Saudita                                                                | Qual. Coppa d'Asia 2015                                                       | -                                                                             |                                                                               |
| 15-11-2013                                                                    | Dammam                                                                        | Arabia Saudita                                                                | 2 – 1                                                                         | Iraq                                                                          | Qual. Coppa d'Asia 2015                                                       | -                                                                             | 84’                                                                           |
| 19-11-2013                                                                    | Xi'an                                                                         | Cina                                                                          | 0 – 0                                                                         | Arabia Saudita                                                                | Qual. Coppa d'Asia 2015                                                       | -                                                                             | 90+2’                                                                         |
| 5-3-2014                                                                      | Dammam                                                                        | Arabia Saudita                                                                | 1 – 0                                                                         | Indonesia                                                                     | Qual. Coppa d'Asia 2015                                                       | -                                                                             | 78’                                                                           |
| 29-5-2014                                                                     | Jerez de la Frontera                                                          | Georgia                                                                       | 2 – 0                                                                         | Arabia Saudita                                                                | Amichevole                                                                    | -                                                                             | 87’                                                                           |
| 10-10-2014                                                                    | Riyad                                                                         | Arabia Saudita                                                                | 1 – 1                                                                         | Uruguay                                                                       | Amichevole                                                                    | -                                                                             | 85’                                                                           |
| 14-10-2014                                                                    | Gedda                                                                         | Arabia Saudita                                                                | 1 – 1                                                                         | Libano                                                                        | Amichevole                                                                    | -                                                                             | 84’                                                                           |
| 13-11-2014                                                                    | Riyad                                                                         | Arabia Saudita                                                                | 1 – 1                                                                         | Qatar                                                                         | Coppa delle nazioni del Golfo 2014 - 1º turno                                 | -                                                                             | 80’                                                                           |
| 16-11-2014                                                                    | Riyad                                                                         | Arabia Saudita                                                                | 3 – 0                                                                         | Bahrein                                                                       | Coppa delle nazioni del Golfo 2014 - 1º turno                                 | -                                                                             |                                                                               |
| 19-11-2014                                                                    | Riyad                                                                         | Arabia Saudita                                                                | 1 – 0                                                                         | Yemen                                                                         | Coppa delle nazioni del Golfo 2014 - 1º turno                                 | -                                                                             | 78’                                                                           |
| 23-11-2014                                                                    | Riyad                                                                         | Arabia Saudita                                                                | 3 – 2                                                                         | Emirati Arabi Uniti                                                           | Coppa delle nazioni del Golfo 2014 - Semifinale                               | 1                                                                             | 88’                                                                           |
| 26-11-2014                                                                    | Riyad                                                                         | Arabia Saudita                                                                | 1 – 2                                                                         | Qatar                                                                         | Coppa delle nazioni del Golfo 2014 - Finale                                   | -                                                                             |                                                                               |
| 4-1-2015                                                                      | Parramatta                                                                    | Arabia Saudita                                                                | 0 – 2                                                                         | Corea del Sud                                                                 | Amichevole                                                                    | -                                                                             | 84’                                                                           |
| 10-1-2015                                                                     | Brisbane                                                                      | Arabia Saudita                                                                | 0 – 1                                                                         | Cina                                                                          | Coppa d'Asia 2015 - 1º turno                                                  | -                                                                             |                                                                               |
| 14-1-2015                                                                     | Melbourne                                                                     | Corea del Nord                                                                | 1 – 4                                                                         | Arabia Saudita                                                                | Coppa d'Asia 2015 - 1º turno                                                  | -                                                                             |                                                                               |
| 18-1-2015                                                                     | Melbourne                                                                     | Uzbekistan                                                                    | 3 – 1                                                                         | Arabia Saudita                                                                | Coppa d'Asia 2015 - 1º turno                                                  | -                                                                             |                                                                               |
| 8-6-2017                                                                      | Sydney                                                                        | Australia                                                                     | 3 – 2                                                                         | Arabia Saudita                                                                | Qual. Mondiali 2018                                                           | 1                                                                             | 82’                                                                           |
| 29-8-2017                                                                     | Al-'Ayn                                                                       | Emirati Arabi Uniti                                                           | 2 – 1                                                                         | Arabia Saudita                                                                | Qual. Mondiali 2018                                                           | -                                                                             | 71’                                                                           |
| 7-10-2017                                                                     | Gedda                                                                         | Arabia Saudita                                                                | 5 – 2                                                                         | Giamaica                                                                      | Amichevole                                                                    | 1                                                                             | 71’                                                                           |
| 10-10-2017                                                                    | Gedda                                                                         | Arabia Saudita                                                                | 0 – 3                                                                         | Ghana                                                                         | Amichevole                                                                    | -                                                                             | 82’                                                                           |
| 10-11-2017                                                                    | Viseu                                                                         | Portogallo                                                                    | 3 – 0                                                                         | Arabia Saudita                                                                | Amichevole                                                                    | -                                                                             | 65’                                                                           |
| 23-3-2018                                                                     | Marbella                                                                      | Ucraina                                                                       | 1 – 1                                                                         | Arabia Saudita                                                                | Amichevole                                                                    | -                                                                             | 90+1’                                                                         |
| 27-3-2018                                                                     | Bruxelles                                                                     | Belgio                                                                        | 4 – 0                                                                         | Arabia Saudita                                                                | Amichevole                                                                    | -                                                                             |                                                                               |
| 9-5-2018                                                                      | Cadice                                                                        | Arabia Saudita                                                                | 2 – 0                                                                         | Algeria                                                                       | Amichevole                                                                    | -                                                                             | 70’                                                                           |
| 15-5-2018                                                                     | Siviglia                                                                      | Arabia Saudita                                                                | 2 – 0                                                                         | Grecia                                                                        | Amichevole                                                                    | 1                                                                             |                                                                               |
| 28-5-2018                                                                     | San Gallo                                                                     | Italia                                                                        | 2 – 1                                                                         | Arabia Saudita                                                                | Amichevole                                                                    | -                                                                             | 46’                                                                           |
| 3-6-2018                                                                      | San Gallo                                                                     | Arabia Saudita                                                                | 0 – 3                                                                         | Perù                                                                          | Amichevole                                                                    | -                                                                             | 61’                                                                           |
| 8-6-2018                                                                      | Leverkusen                                                                    | Germania                                                                      | 2 – 1                                                                         | Arabia Saudita                                                                | Amichevole                                                                    | -                                                                             |                                                                               |
| 14-6-2018                                                                     | Mosca                                                                         | Russia                                                                        | 5 – 0                                                                         | Arabia Saudita                                                                | Mondiali 2018 - 1º turno                                                      | -                                                                             |                                                                               |
| 20-6-2018                                                                     | Rostov                                                                        | Uruguay                                                                       | 1 – 0                                                                         | Arabia Saudita                                                                | Mondiali 2018 - 1º turno                                                      | -                                                                             |                                                                               |
| 25-6-2018                                                                     | Volgograd                                                                     | Arabia Saudita                                                                | 2 – 1                                                                         | Egitto                                                                        | Mondiali 2018 - 1º turno                                                      | 1                                                                             |                                                                               |
| 10-9-2018                                                                     | Riad                                                                          | Arabia Saudita                                                                | 2 – 2                                                                         | Bolivia                                                                       | Amichevole                                                                    | 1                                                                             | 79’                                                                           |
| 12-10-2018                                                                    | Riad                                                                          | Arabia Saudita                                                                | 0 – 2                                                                         | Brasile                                                                       | Amichevole                                                                    | -                                                                             | 90+1’                                                                         |
| 15-10-2018                                                                    | Riad                                                                          | Arabia Saudita                                                                | 1 – 1                                                                         | Iraq                                                                          | Amichevole                                                                    | -                                                                             | 90’                                                                           |
| 31-12-2018                                                                    | Abu Dhabi                                                                     | Arabia Saudita                                                                | 0 – 0                                                                         | Corea del Sud                                                                 | Amichevole                                                                    | -                                                                             | 79’                                                                           |
| 8-1-2019                                                                      | Dubai                                                                         | Arabia Saudita                                                                | 4 – 0                                                                         | Corea del Nord                                                                | Coppa d'Asia 2019 - 1º turno                                                  | 1                                                                             | Cap. 45+1’                                                                    |
| 12-1-2019                                                                     | Dubai                                                                         | Libano                                                                        | 0 – 2                                                                         | Arabia Saudita                                                                | Coppa d'Asia 2019 - 1º turno                                                  | -                                                                             | Cap. 90+3’                                                                    |
| 21-1-2019                                                                     | Sharja                                                                        | Giappone                                                                      | 1 – 0                                                                         | Arabia Saudita                                                                | Coppa d'Asia 2019 - Ottavi di finale                                          | -                                                                             |                                                                               |
| 5-9-2019                                                                      | Dammam                                                                        | Arabia Saudita                                                                | 1 – 1                                                                         | Mali                                                                          | Amichevole                                                                    | 1                                                                             | 40’ 73’                                                                       |
| 10-9-2019                                                                     | Riffa                                                                         | Yemen                                                                         | 2 – 2                                                                         | Arabia Saudita                                                                | Qual. Mondiali 2022                                                           | 1                                                                             |                                                                               |
| 14-11-2019                                                                    | Tashkent                                                                      | Uzbekistan                                                                    | 2 – 3                                                                         | Arabia Saudita                                                                | Qual. Mondiali 2022                                                           | 1                                                                             | 73’                                                                           |
| 30-11-2019                                                                    | Doha                                                                          | Bahrein                                                                       | 0 – 2                                                                         | Arabia Saudita                                                                | Coppa delle nazioni del Golfo 2019 - 1º turno                                 | -                                                                             | 88’                                                                           |
| 2-12-2019                                                                     | Doha                                                                          | Oman                                                                          | 1 – 3                                                                         | Arabia Saudita                                                                | Coppa delle nazioni del Golfo 2019 - 1º turno                                 | -                                                                             | 88’                                                                           |
| 8-12-2019                                                                     | Doha                                                                          | Bahrein                                                                       | 1 – 0                                                                         | Arabia Saudita                                                                | Coppa delle nazioni del Golfo 2019 - Finale                                   | -                                                                             |                                                                               |
| 14-11-2020                                                                    | Riyad                                                                         | Arabia Saudita                                                                | 3 – 0                                                                         | Giamaica                                                                      | Amichevole                                                                    | 1                                                                             | Cap. 79’                                                                      |
| 25-3-2021                                                                     | Riad                                                                          | Arabia Saudita                                                                | 1 – 0                                                                         | Kuwait                                                                        | Amichevole                                                                    | -                                                                             | 77’                                                                           |
| 30-3-2021                                                                     | Riad                                                                          | Arabia Saudita                                                                | 5 – 0                                                                         | Palestina                                                                     | Qual. Mondiali 2022                                                           | 1                                                                             | Cap.                                                                          |
| 5-6-2021                                                                      | Riad                                                                          | Arabia Saudita                                                                | 3 – 0                                                                         | Yemen                                                                         | Qual. Mondiali 2022                                                           | 1                                                                             | 90+1’                                                                         |
| 11-6-2021                                                                     | Riad                                                                          | Arabia Saudita                                                                | 3 – 0                                                                         | Singapore                                                                     | Qual. Mondiali 2022                                                           | 1                                                                             | 44’                                                                           |
| 2-9-2021                                                                      | Riad                                                                          | Arabia Saudita                                                                | 3 – 1                                                                         | Vietnam                                                                       | Qual. Mondiali 2022                                                           | 1                                                                             |                                                                               |
| 7-9-2021                                                                      | Mascate                                                                       | Oman                                                                          | 0 – 1                                                                         | Arabia Saudita                                                                | Qual. Mondiali 2022                                                           | -                                                                             |                                                                               |
| 11-11-2021                                                                    | Sydney                                                                        | Australia                                                                     | 0 – 0                                                                         | Arabia Saudita                                                                | Qual. Mondiali 2022                                                           | -                                                                             |                                                                               |
| 16-11-2021                                                                    | Hanoi                                                                         | Vietnam                                                                       | 0 – 1                                                                         | Arabia Saudita                                                                | Qual. Mondiali 2022                                                           | -                                                                             | 90+3’                                                                         |
| 27-1-2022                                                                     | Gedda                                                                         | Arabia Saudita                                                                | 1 – 0                                                                         | Oman                                                                          | Qual. Mondiali 2022                                                           | -                                                                             | Cap.                                                                          |
| 1-2-2022                                                                      | Saitama                                                                       | Giappone                                                                      | 2 – 0                                                                         | Arabia Saudita                                                                | Qual. Mondiali 2022                                                           | -                                                                             | Cap.                                                                          |
| 24-3-2022                                                                     | Sharja                                                                        | Cina                                                                          | 1 – 1                                                                         | Arabia Saudita                                                                | Qual. Mondiali 2022                                                           | -                                                                             |                                                                               |
| 29-3-2022                                                                     | Gedda                                                                         | Arabia Saudita                                                                | 1 – 0                                                                         | Australia                                                                     | Qual. Mondiali 2022                                                           | 1                                                                             |                                                                               |
| 9-6-2022                                                                      | Murcia                                                                        | Arabia Saudita                                                                | 0 – 1                                                                         | Venezuela                                                                     | Amichevole                                                                    | -                                                                             | 72’                                                                           |
| 23-9-2022                                                                     | Murcia                                                                        | Arabia Saudita                                                                | 0 – 0                                                                         | Ecuador                                                                       | Amichevole                                                                    | -                                                                             |                                                                               |
| 6-11-2022                                                                     | Abu Dhabi                                                                     | Islanda                                                                       | 0 – 1                                                                         | Arabia Saudita                                                                | Amichevole                                                                    | -                                                                             | 67’                                                                           |
| 10-11-2022                                                                    | Abu Dhabi                                                                     | Arabia Saudita                                                                | 1 – 1                                                                         | Panama                                                                        | Amichevole                                                                    | -                                                                             | 46’                                                                           |
| 16-11-2022                                                                    | Riad                                                                          | Arabia Saudita                                                                | 0 – 1                                                                         | Croazia                                                                       | Amichevole                                                                    | -                                                                             |                                                                               |
| 22-11-2022                                                                    | Lusail                                                                        | Argentina                                                                     | 1 – 2                                                                         | Arabia Saudita                                                                | Mondiali 2022 - 1º turno                                                      | 1                                                                             | 79’                                                                           |
| 26-11-2022                                                                    | Al Rayyan                                                                     | Polonia                                                                       | 2 – 0                                                                         | Arabia Saudita                                                                | Mondiali 2022 - 1º turno                                                      | -                                                                             | Cap.                                                                          |
| 30-11-2022                                                                    | Lusail                                                                        | Arabia Saudita                                                                | 1 – 2                                                                         | Messico                                                                       | Mondiali 2022 - 1º turno                                                      | 1                                                                             | Cap.                                                                          |
| 24-3-2023                                                                     | Gedda                                                                         | Arabia Saudita                                                                | 1 – 2                                                                         | Venezuela                                                                     | Amichevole                                                                    | 1                                                                             | Cap.                                                                          |
| 28-3-2023                                                                     | Gedda                                                                         | Arabia Saudita                                                                | 1 – 2                                                                         | Bolivia                                                                       | Amichevole                                                                    | 1                                                                             | Cap. 76’                                                                      |
| 8-9-2023                                                                      | Newcastle upon Tyne                                                           | Arabia Saudita                                                                | 1 – 3                                                                         | Costa Rica                                                                    | Amichevole                                                                    | -                                                                             | Cap.                                                                          |
| 12-9-2023                                                                     | Newcastle upon Tyne                                                           | Corea del Sud                                                                 | 1 – 0                                                                         | Arabia Saudita                                                                | Amichevole                                                                    | -                                                                             | Cap.                                                                          |
| 13-10-2023                                                                    | Portimão                                                                      | Arabia Saudita                                                                | 2 – 2                                                                         | Nigeria                                                                       | Amichevole                                                                    | -                                                                             | 46’ 89’                                                                       |
| 17-10-2023                                                                    | Portimão                                                                      | Arabia Saudita                                                                | 1 – 3                                                                         | Mali                                                                          | Amichevole                                                                    | 1                                                                             |                                                                               |
| 16-1-2024                                                                     | Doha                                                                          | Arabia Saudita                                                                | 2 – 1                                                                         | Oman                                                                          | Coppa d'Asia 2023 - 1º turno                                                  | -                                                                             | Cap. 83’                                                                      |
| 21-1-2024                                                                     | Ar Rayyan                                                                     | Kirghizistan                                                                  | 0 – 2                                                                         | Arabia Saudita                                                                | Coppa d'Asia 2023 - 1º turno                                                  | -                                                                             | Cap. 64’                                                                      |
| 25-1-2024                                                                     | Al Rayyan                                                                     | Arabia Saudita                                                                | 0 – 0                                                                         | Thailandia                                                                    | Coppa d'Asia 2023 - 1º turno                                                  | -                                                                             | Cap.                                                                          |
| 30-1-2024                                                                     | Al Rayyan                                                                     | Arabia Saudita                                                                | 1 – 1 dts (2 – 4 dtr)                                                         | Corea del Sud                                                                 | Coppa d'Asia 2023 - Ottavi d finale                                           | -                                                                             | cap. 84’                                                                      |
| 21-3-2024                                                                     | Riad                                                                          | Arabia Saudita                                                                | 1 – 0                                                                         | Tagikistan                                                                    | Qual. Mondiali 2026                                                           | 1                                                                             | cap.                                                                          |
| 26-3-2024                                                                     | Dušanbe                                                                       | Tagikistan                                                                    | 1 – 1                                                                         | Arabia Saudita                                                                | Qual. Mondiali 2026                                                           | -                                                                             | cap.                                                                          |
| 6-6-2024                                                                      | Islamabad                                                                     | Pakistan                                                                      | 0 – 3                                                                         | Arabia Saudita                                                                | Qual. Mondiali 2026                                                           | -                                                                             | cap. 78’                                                                      |
| 11-6-2024                                                                     | Riad                                                                          | Arabia Saudita                                                                | 1 – 2                                                                         | Giordania                                                                     | Qual. Mondiali 2026                                                           | -                                                                             | cap. 86’                                                                      |
| 5-9-2024                                                                      | Riad                                                                          | Arabia Saudita                                                                | 1 – 1                                                                         | Indonesia                                                                     | Qual. Mondiali 2026                                                           | -                                                                             | cap. 89’                                                                      |
| 10-9-2024                                                                     | Dalian                                                                        | Cina                                                                          | 1 – 2                                                                         | Arabia Saudita                                                                | Qual. Mondiali 2026                                                           | -                                                                             | cap.                                                                          |
| 10-10-2024                                                                    | Gedda                                                                         | Arabia Saudita                                                                | 0 – 2                                                                         | Giappone                                                                      | Qual. Mondiali 2026                                                           | -                                                                             | cap.                                                                          |
| 15-10-2024                                                                    | Gedda                                                                         | Arabia Saudita                                                                | 0 – 0                                                                         | Bahrein                                                                       | Qual. Mondiali 2026                                                           | -                                                                             | Cap.                                                                          |
| 22-12-2024                                                                    | Al Kuwait                                                                     | Arabia Saudita                                                                | 2 – 3                                                                         | Bahrein                                                                       | Coppa delle nazioni del Golfo 2024 - 1º turno                                 | -                                                                             | 62’                                                                           |
| 25-12-2024                                                                    | Al Kuwait                                                                     | Yemen                                                                         | 2 – 3                                                                         | Arabia Saudita                                                                | Coppa delle nazioni del Golfo 2024 - 1º turno                                 | -                                                                             | Cap.                                                                          |
| 28-12-2024                                                                    | Al Kuwait                                                                     | Iraq                                                                          | 1 – 3                                                                         | Arabia Saudita                                                                | Coppa delle nazioni del Golfo 2024 - 1º turno                                 | 1                                                                             | Cap.                                                                          |
| 31-12-2024                                                                    | Al Kuwait                                                                     | Oman                                                                          | 2 – 1                                                                         | Arabia Saudita                                                                | Coppa delle nazioni del Golfo 2024 - Semifinale                               | -                                                                             | Cap.                                                                          |
| 20-3-2025                                                                     | Riad                                                                          | Arabia Saudita                                                                | 1 – 0                                                                         | Cina                                                                          | Qual. Mondiali 2026                                                           | 1                                                                             | Cap.                                                                          |
| 25-3-2025                                                                     | Saitama                                                                       | Giappone                                                                      | 0 – 0                                                                         | Arabia Saudita                                                                | Qual. Mondiali 2026                                                           | -                                                                             | cap.                                                                          |
| 10-6-2025                                                                     | Gedda                                                                         | Arabia Saudita                                                                | 1 – 2                                                                         | Australia                                                                     | Qual. Mondiali 2026                                                           | -                                                                             | cap.                                                                          |
| Totale                                                                        |                                                                               | Presenze                                                                      | 99                                                                            |                                                                               | Reti                                                                          | 26                                                                            |                                                                               |

## Palmarès

### Club

#### Competizioni nazionali
- Campionato saudita: 5

Al-Hilal: 2016-2017, 2019-2020, 2020-2021, 2021-2022, 2023-2024
- Coppa della Corona del Principe saudita: 3

Al-Hilal: 2011-2012, 2012-2013, 2015-2016
- Coppa del Re dei Campioni: 5

Al-Hilal: 2014-2015, 2016-2017, 2019-2020, 2022-2023, 2023-2024
- Supercoppa saudita: 4

Al-Hilal: 2015, 2018, 2021, 2023

#### Competizioni internazionali
- AFC Champions League: 2

Al-Hilal: 2019, 2021

### Individuale
- Squadra maschile AFC del decennio 2011-2020 IFFHS: 1

2020
- Capocannoniere dell'AFC Champions League: 1

2024-2025 (10 reti)